# Synagoge Agudas Achim (Brünn)

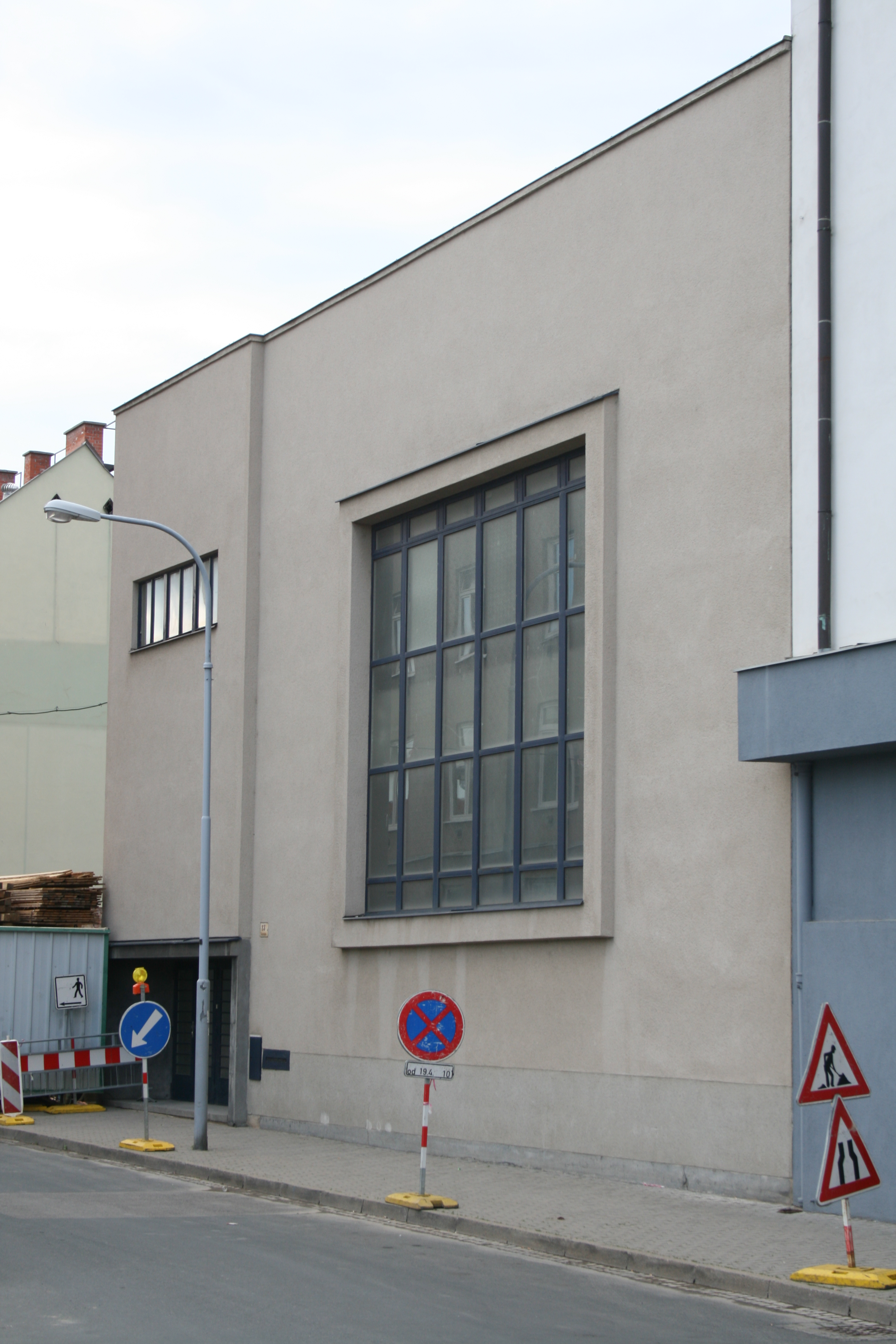
Synagoge in Brünn

Die Synagoge Agudas Achim in Brünn (tschechisch Brno), der zweitgrößten Stadt Tschechiens und Verwaltungssitz des Jihomoravský kraj (Südmährischen Region), wurde von 1934 bis 1936 errichtet. Die Synagoge in der Skořepka-Straße 13, 500 Meter östlich des Stadtzentrums, ist ein geschütztes Kulturdenkmal.

## Geschichte
Im Verlauf des Ersten Weltkriegs waren viele Juden aus Galizien nach Westen und damit auch nach Brünn geflohen, wo sie sich ansiedelten. Sie gehörten meist dem orthodoxen Judentum an. Die zu ihnen gehörende Glaubensgemeinschaft Agudas Achim (etwa Gemeinschaft von Brüdern) errichtete 1935/36 ihre eigene Synagoge.
Im Zweiten Weltkrieg wurde das Gebäude als Lagerhalle genutzt, aber bereits im September 1945 wurde sie von Überlebenden des Holocaust wieder eröffnet.
Von 2014 bis 2016 wurde sie gründlich renoviert und im ursprünglichen Zustand rekonstruiert. Sie ist die einzige von ursprünglich vier Synagogen in der Stadt und die einzige in der Region, die heute noch ihrem ursprünglichen Zweck dient.

## Architektur
Die Synagoge wurde nach einem Entwurf des Architekten Otto Eisler erbaut. Sie hat mit Außenmaßen von 18,5 × 15 × 10,5 m und einem Flachdach einen kubischen Charakter. Sie ist von einem funktionastischen, durch das Bauhaus inspirierten Stil geprägt.
Die Hauptfassade zur Straße hin wird von einem großen, quadratischen Fenster dominiert. Daneben befindet sich der Eingang zum Vestibül, von dem aus man den Hauptraum, den Männergebetsraum, erreicht. Neben dem Vestibül ist noch ein weiterer Raum. Entlang von drei Wänden des Obergeschosses befindet sich die Frauenempore, ausgelassen ist die Ostseite mit dem Toraschrein. Der Hauptraum bietet 184 Personen und die Empore 102 Personen Platz.
Die Bima steht, wie bei orthodoxen Juden üblich, in der Mitte des Raumes.
Die Wände weisen nur wenige Ornamente auf und sind in einem schlichten Weiß gehalten.